# Ferrari F50 Bolide
Ferrari F50 Bolide – supersamochód klasy wyższej typu one-off wyprodukowany pod włoską marką Ferrari w 1996 roku.

## Historia i opis modelu
W 1996 roku Sułtan Brunei Hassanal Bolkiah zlecił kolejny w ciągu ostatniej dekady i zarazem ostatni taki unikatowy projekt samochodu, który Ferrari zbudowało na wyłączność. Tym razem włoska firma jako bazę wykorzystała swój flagowy model Ferrari F50, z którego zapożyczono podzespoły układu napędowego, jak i płytę podłogową oraz przekładnię biegów i silnik. F50 Bolide, wyrażające pokrewieństwo z pierwowzorem już samą nazwą, ukończone zostało w 1996 roku.
Samochód zyskał unikalny projekt stylistyczny typowy dla innych konstrukcji Ferrari z lat 90., z obszernymi wlotami powietrza zapewniającymi optymalne chłodzenie oraz opływ powietrza, a także dużymi owalnymi reflektorami oraz masywnym tylnym skrzydłem. Do wykonania lekkiej konstrukcji nadwozia wykorzystano szkielet z włókna węglowego.
Do napędu Ferrari F50 Bolide wykorzystano tę samą jednostkę napędową co w pokrewnym F50 w postaci centralnie umieszczonego V12 napędzającego tylną oś przy współpracy z 6-biegową manualną skrzynią biegów. Samochód dostosowany został zarówno do poruszania się w warunkach torowych, jak i do legalnej jazdy po drogach publicznych dzięki pełnowartościowemu oświetleniu – przednie reflektory pomimo ciemnej barwy przypominającej imitujące je naklejki posiadają żarówki.

### Sprzedaż
Proces konstrukcyjny Ferrari F50 Bolide trwał mniej niż rok – Hassanal Bolkiah zarówno zlecił, jak i otrzymał gotowy samochód w 1996. Szacuje się, że koszt opracowania i wyprodukowania unikatowego modelu zbudowanego w jednym egzemplarzu wyniósł ok. 2 miliony euro. One-off nie pozostał elementem kilkutysięcznej kolekcji samochodów sułtana Brunei na stałe – na początku XXI wieku, który przyniósł odejście przywódcy od intensywnych inwestycji w kolekcję samochodów, odkupił go zamożny nabywca z Irlandii. Zaraz po innym Ferrari zbudowanym dla Hassanala Bolkiah, Testarossa F90 Speciale z 1988 roku, model F50 Bolide pozostaje jednym z najbardziej tajemniczych i szerzej nieznanych modeli zbudowanych przez włoską firmę. Istnieje jedynie kilka niskiej jakości fotografii samochodu, który nigdy nie został uchwycony na żywo ani w ruchu, ani na publicznych wystawach.

### Silnik
- V12 4.7l 520 KM